# Облучение продуктов питания
Облучение продуктов питания — процесс, заключающийся в подвергании их воздействию ионизирующего излучения с целью уничтожения биологических контаминантов — микроорганизмов, бактерий, вирусов или насекомых, которые могут присутствовать в пище. Эта обработка используется для повышения безопасности пищевых продуктов за счёт увеличения срока годности продукта, и, как результат, снижая риск возникновения болезней пищевого происхождения. Прочие сферы применения включают в себя ингибирование прорастания, задержку созревания, увеличение количества получаемого сока и улучшение процесса регидратации. Всемирная организация здравоохранения (ВОЗ), центры по контролю и профилактике заболеваний (CDC) и Министерство сельского хозяйства США (USDA) провели исследования, которые подтверждают безопасность процесса облучения.
Облучение пищевых продуктов разрешено более чем в 60 странах, причём ежегодно во всем мире перерабатывается около 500 000 тонн пищевых продуктов. Правила, предписывающие, как следуют облучать пищевые продукты сильно различаются в разных странах. В Австрии, Германии и многих других странах Европейского союза только сушеные травы, специи и приправы можно обрабатывать облучением и только в определённой дозе, в то время как в Бразилии разрешена обработка всех продуктов питания в соответствующих дозах.

## Области использования
Облучение используется для уменьшения или устранения риска болезней пищевого происхождения, предотвращения или замедления порчи, остановки созревания или прорастания, а также в качестве средства защиты от вредителей. В зависимости от дозы некоторые или все присутствующие патогенные организмы, микроорганизмы, бактерии и вирусы разрушаются, процесс размножения замедлятся или становится невозможным. Облучение не может вернуть испорченную или перезрелую пищу в свежее состояние. Если бы эта пища была обработана облучением, дальнейшая порча прекратилась бы, и созревание замедлилось бы, однако облучение не разрушило бы токсины и не изменило бы структуру, цвет или вкус пищи.
Облучение используется для создания безопасных продуктов питания для людей с высоким риском заражения или при условиях, в которых продукты должны храниться в течение длительного периода времени, а надлежащие условия хранения недоступны. Продукты питания, которые могут переносить облучение в достаточных дозах, обрабатывают для обеспечения полной стерилизации продукта. Чаще всего это делается для рациона космонавтов и специальных диет для пациентов больницы.
Облучение используется для снижения потерь после сбора урожая. Оно уменьшает порчу микроорганизмами и может замедлить скорость, с которой ферменты вли
Пищу также облучают, чтобы предотвратить распространение инвазивных видов вредных организмов через торговлю свежими овощами и фруктами либо внутри стран, либо через международные границы. Такие вредные организмы, как насекомые, могут быть перевезены в новые места обитания за счёт торговли свежими продуктами, что может существенно повлиять на сельскохозяйственное производство и окружающую среду, если они смогут прижиться. Это «фитосанитарное облучение» направлено на то, чтобы сделать любого вредителя, «путешествующего автостопом», неспособным к размножению. Стерилизация проводится низкими дозами облучения. В целом, более высокие дозы, необходимые для уничтожения вредителей, таких как насекомые, мучнистые клопы, клещи, мотыльки и бабочки, либо влияют на внешний вид или вкус, либо не переносятся свежими продуктами.

## Процесс обработки продуктов питания ионизирующим излучением
Используя излучение в относительно низких дозах, можно стерилизовать (то есть сделать неспособными к размножению) насекомых-вредителей. Вследствие этого Министерство сельского хозяйства США одобрило использование низкоуровневого излучения как альтернативного средства для борьбы с вредителями фруктов и овощей, в которых, как считается, скапливаются разные насекомые-вредители, такие как дрозофилы и долгоносики. Между тем Управление по контролю качества продуктов и лекарств США разрешило в числе других способов применения обработку котлет для гамбургеров, чтобы устранить остаточный риск загрязнения опасной кишечной палочкой. Продовольственная и сельскохозяйственная организация ООН позволила государствам-членам включить технологию облучения в национальные фитосанитарные программы. Генеральная ассамблея Международного Агентства по Атомной Энергии (МАГАТЭ) способствовала более широкому использованию технологии облучения. Кроме того, Министерство сельского хозяйства США заключило ряд двусторонних соглашений с развивающимися странами по содействию в импорте экзотических фруктов и по упрощению процедур карантина.
В 2003 году, когда из Codex Alimentarius чуть было не удалили верхний предел дозы облучения пищевых продуктов, SCF, приняла «заключение специалистов», которое, фактически, было подтверждением и одобрением заключения специалистов 1986 года. Заключение отрицало отмену верхнего предела дозы, и потребовало, чтобы прежде, чем фактический список отдельных наименований продуктов или продовольственных классов (как по оценкам, выраженным в 1986, 1992 и 1998), может быть расширен, необходимо провести новые индивидуальные исследования по токсикологии, и для каждого такого продукта из предложенных диапазонов требуются дозы. SCF был впоследствии заменен новым Европейским агентством по безопасности продуктов питания (EFSA), который ещё не вынес решения по обработке пищевых продуктов ионизирующим излучением.

## Принцип действия
Облучение снижает риск заражения и порчи пищевого продукта, при этом не делает саму пищу радиоактивной, и пища, как показали исследования, безопасна, однако могут происходить химические реакции, которые изменяют пищу и, следовательно, изменяют её химический состав, содержание питательных веществ и органолептические свойства.

### Немедленные эффекты
Источник излучения генерирует заряженные частицы или волны. Когда это излучение проходит через основной материал, то оно сталкивается с другими частицами. Вокруг мест этих столкновений химические связи разрушаются, создавая короткоживущие радикалы (например, гидроксильный радикал, атом водорода и сольватированные электроны). Эти радикалы вызывают дальнейшие химические изменения, связываясь или выбивая частицы из соседних молекул. Когда такие столкновения повреждают ДНК или РНК, то размножение организмов становится маловероятным, а также, когда происходят такие взаимодействия в клетках, то деление клеток, как правило, подавляется.
Облучение (в пределах принятых энергетических пределов, 10 МэВ для электронов, 5 МэВ для рентгеновских лучей [США 7,5 МэВ] и гамма-лучей от Кобальта-60) не может сделать пищу радиоактивной, но оно действительно производит радиолитические продукты и свободные радикалы в пище.
Облучение может изменить питательную ценность и вкус продуктов, так же как и приготовление пищи. Масштабы этих изменений минимальны. Приготовление пищи, соление и другие, менее новаторские методы, приводят к тому, что пища и её вкус меняется настолько радикально, что её первоначальный характер почти неузнаваем и должен называться под другим именем. Хранение продуктов также вызывает серьёзные химические изменения[какие?], которые в конечном итоге приводят к порче.

#### Заблуждения
Основная проблема заключается в том, что облучение может вызывать химические изменения, которые наносят вред потребителю. Несколько национальных групп экспертов и две международные группы экспертов оценили имеющиеся данные и пришли к выводу, что любая пища в любой дозе полезна и безопасна для употребления, а также она остается приятной на вкус и сохраняет свои органолептические свойства (например, вкус, текстуру или цвет).
Облученная пища не становится радиоактивной, также как объект, подверженный воздействию света, не начинает излучать свет. Радиоактивность — это способность вещества испускать частицы высокой энергии. Когда частицы попадают в целевые материалы, они могут освобождать другие высокоэнергетические частицы. Это заканчивается вскоре после окончания воздействия, подобно тому, как объекты перестают отражать свет, когда источник выключен, а теплые объекты излучают тепло до тех пор, пока они не охладятся, но не будут продолжать выделять своё тепло. Чтобы модифицировать материал так, чтобы он продолжал излучать (индуцировать излучение) атомные ядра (ядра) атомов в материале мишени, должны быть модифицированы.
Для пищевых облучателей невозможно вызвать излучение в продукте (наведённую радиоактивность). Облучатели испускают электроны или фотоны, и излучение по сути излучается с точно известной силой (длинами волн для фотонов и скоростями для электронов). Эти излучаемые частицы при таких силах никогда не могут быть достаточно сильными, чтобы модифицировать ядро целевого атома в пище, независимо от того, сколько частиц попадает в целевой материал, и радиоактивность не может быть вызвана без модификации ядра.

#### Химические изменения
Соединения, известные как свободные радикалы, образуются при облучении пищи. Большинство из них являются окислителями (то есть принимают электроны), а некоторые реагируют очень сильно. В соответствии со свободнорадикальной теорией старения избыточное количество этих свободных радикалов может привести к повреждению клеток и гибели клеток, что может способствовать развитию многих заболеваний. Тем не менее, это, как правило, относится к свободным радикалам, которые вырабатываются в организме, а не к свободным радикалам, потребляемым человеком, так как многие из них разрушаются в процессе пищеварения.
Большинство веществ, содержащихся в облученных продуктах питания, также обнаружены в продуктах питания, которые подвергались другим обработкам пищевых продуктов, и поэтому не являются уникальными. Одно семейство химических веществ (2ACB) образуется однозначно при облучении (уникальные радиолитические продукты), и этот продукт нетоксичен. При облучении жирных кислот образуется семейство соединений, называемое 2-алкилциклобутаноны (2-АКБ). Считается, что это уникальные радиолитические продукты. При облучении пищи все другие химические вещества встречаются с меньшей или сопоставимой частотой с другими методами обработки пищевых продуктов. Кроме того, количества, в которых они встречаются в облученных пищевых продуктах, ниже или аналогичны количествам, образующимся при термообработке.
Дозы облучения, вызывающие токсические изменения, намного выше, чем дозы, используемые во время облучения, и принимая во внимание наличие 2-АКБ наряду с тем, что известно о свободных радикалах, эти результаты позволяют сделать вывод о том, что не существует значительного риска радиолитического воздействия.

## В России
В 2010 году в Республике Татарстан проводился эксперимент по облучению продуктов питания. Эксперимент проводился ОАО «В/О Изотоп», входящим в состав Госкорпорации Росатом.